# Боян Лозанов
Боян Лозанов е български лекар, специалист по ендокринология и болести на обмяната, професор.

## Биография
Роден е на 20 януари 1935 г. в гр. Шумен. Завършва висшето си образование в Медицинския университет в Пловдив през 1958 г. Работи последователно в Работническата болница в гр. Мадан, Окръжната болница в гр. Силистра и УМБАЛ „Царица Йоанна – ИСУЛ“ в гр. София.
През 1966 г. е избран за асистент към Катедрата по ендокринология на УМБАЛ „Царица Йоанна – ИСУЛ“, а по-късно за главен асистент на Научния институт по ендокринология, геронтология и гериатрия на Медицинската академия. През 1977 г. защитава кандидатска дисертация, в която третира актуални проблеми на тиреоидните заболявания. През 1985 г. специализира няколко месеца в Лондон, Оксфорд и Ню Касъл при световноизвестни специалисти по ендокринология. В същата година е избран за доцент по ендокринология и завеждащ Клиниката по тиреоидни и костно-обменни заболявания към Научния институт по ендокринология.
През 1992 г. Боян Лозанов защитава дисертация за доктор на медицинските науки, а през следващата година е избран за професор по ендокринология и ръководител на Клиничния център по ендокринология и геронтология с два последователни мандата до 2000 г. През периода 1996 г. до 2000 г. е и национален консултант по ендокринология.

## Награди
- Носител на наградата „Проф. К. Чилов“ за 2004 г.
- Почетен знак „Български лекар“ за 2004 г.
- Юбилейна награда на името на „Проф. Иван Пенчев“.
- Почетен знак на Медицински университет (София) „Aesculapius“ връчван за големи заслуги в развитието на българското медицинско образование, наука и практика.

## Членства
- Българско дружество по ендокринология от неговото основание и главен редактор на списание Ендокринология от 1996 г.;
- Европейска тиреоидна асоциация (ETA);
- Европейска асоциация по ендокринология (ECE);
- Българска академия на науките и изкуствата (БАНИ);
- Редакционната колегия на научното списание на БАН Българска медицина.[2]